# Platon (Jovanović)
Platon, imię świeckie Milivoje Jovanović (ur. 29 września 1874 w Belgradzie, zm. 4/5 maja 1941) – serbski biskup prawosławny, święty męczennik prawosławny.

## Życiorys
Był synem oficera armii serbskiej. W 1896 ukończył seminarium duchowne w Belgradzie; rok wcześniej, jako student III roku, złożył wieczyste śluby mnisze. Po uzyskaniu dyplomu seminarium wyjechał na dalszą naukę do Moskiewskiej Akademii Duchownej, gdzie w 1901 uzyskał tytuł kandydata nauk teologicznych. Otrzymał godność przełożonego monasteru Rajinovac. Od 1902 był ponadto katechetą w I gimnazjum w Belgradzie, zaś przez następne cztery lata – w Szkole Nauczycielskiej. Do 1919 kontynuował pracę dydaktyczną. W wymienionym roku przeszedł na emeryturę i został wyznaczony przez Święty Synod Serbskiego Kościoła Prawosławnego na kierownika Szkoły Mniszek, a następnie także na przełożonego monasteru Rakovica. Przed 1936 został przeniesiony do klasztoru Krušedol, gdzie także kierował wspólnotą.
Działalność duszpasterską łączył z pracą publicystyczną i badawczą. Współpracował z oficjalnymi organami prasowymi Serbskiego Kościoła Prawosławnego, publikował w prasie prawosławnej i świeckiej. Wydał monografię poświęconą historii przedstawicielstwa Patriarchatu Serbskiego w Moskwie.
W czerwcu 1936 otrzymał nominację na biskupa morawickiego, wikariusza archieparchii belgradzko-karłowickiej. W jego chirotoni biskupiej, jaka odbyła się 4 października 1936 w Karłowicach, jako konsekratorzy udział wzięli patriarcha serbski Barnaba, metropolita zagrzebski Dosyteusz, zwierzchnik Rosyjskiego Kościoła Prawosławnego poza granicami Rosji metropolita Anastazy, biskup backi Ireneusz, sremski Sawa i bostoński Makary (Rosyjski Kościół Prawosławny poza granicami Rosji).
Uczestniczył w organizowanych przez Serbski Kościół Prawosławny protestach przeciw podpisaniu konkordatu. Brał udział w zatrzymanej i brutalnie rozpędzonej przez żandarmerię procesji w intencji wyzdrowienia patriarchy Barnaby, która stanowiła zarazem część kampanii antykonkordatowej, w dniu 19 lipca 1937 w Belgradzie.
4 września 1938 przeniesiony na katedrę ochrydzko-bitolską, zaś w grudniu 1939 – na katedrę banjalucką.
W czasie II wojny światowej, po proklamowaniu marionetkowego Niepodległego Państwa Chorwackiego, odmówił wyjazdu do Serbii. Razem z członkami sądu duchownego eparchii banjaluckiej, swoimi najbliższymi współpracownikami, postanowił pozostać w eparchii nawet w sytuacji zagrożenia życia. W nocy z 4 na 5 maja 1941 chory hierarcha został wywieziony ze swojego mieszkania, poddany torturom i zamordowany przez ustaszy razem z ks. Dušanem Suboticiem. Ciała duchownych zabójcy wrzucili do rzeki Vrbas.